# 태실
태실(胎室, 영어: Placenta Chamber)은 왕실의 자손이 태어나면 태를 일정한 곳에 묘소처럼 만들어 존치하는데 그곳을 지칭하는 용어이다. 대한민국의 시도민속문화재로 지정되어 있다.

## 내용
예로부터 태는 태아의 생명력을 부여한 것이라고 인정, 태아가 출산된 뒤에도 함부로 버리지 않고 소중하게 보관하였다. 보관하는 방법도 신분의 귀천이나 계급의 고하에 따라 다르다. 특히 왕실인 경우에는 국운과 직접 관련이 있다고 더욱 소중하게 다루었다.
태실은 일반적으로 태옹(胎甕)이라는 항아리에 안치하는 것이 통례이나 왕세자나 왕세손 등 다음 보위를 이어받을 사람의 태는 태봉(胎峰)으로 가봉될 것을 감안, 석실을 만들어 보관하였다.
태를 태실까지 봉송하는 절차와 봉안하는 의식도 까다롭다. 왕자나 공주·옹주가 태어나면 태를 봉안할 장소를 관상감(觀象監)에서 물색하고 봉송 및 개기(開基)·봉토(封土) 등의 날을 가려 정하였다.
선공감(繕工監)에서는 태를 봉송할 도로를 수치하고 역사에 지장이 없도록 대비한다. 봉송일이 되면 봉송 관원을 임명한다. 당상관으로 안태사(安胎使)를 정해 안태 봉송의 책임을 맡게 하고, 배태관(陪胎官)을 차정해 태를 봉송하는 도중에 일어날지도 모르는 불의의 사태에 대비하며, 전향관(傳香官)과 주시관(奏時官)을 차정, 안태사와 배태관의 업무를 보좌하게 하였다.
그와는 별도로 당하관으로 감동관(監董官)을 뽑아 일체의 공사를 감독하게 하고, 상토관(相土官)을 파견해 이미 선정된 태실이 길지(吉地)인가를 재확인시킨다. 그 밑에 감역관(監役官)을 두어 도로의 수치와 태실의 역사를 감독하게 한다.
태실의 역사를 마치면 토지신에게 보호를 기원하는 고후토제(告后土祭)·태신안위제(胎神安慰祭)·사후토제(謝后土祭) 등의 제례를 치른다. 태실의 주위에 금표(禁標)를 세워 채석·벌목·개간·방목 등 일체의 행위를 금지시킨다. 금표를 세우는 범위는 신분에 따라 차이가 있다. 왕은 300보(540m), 대군은 200보(360m), 기타 왕자와 공주는 100보(180m)로 정하였다.
관할 구역의 관원은 춘추로 태실을 순행해 이상유무를 확인한 뒤 보고하도록 되어 있다. 태실을 고의로 훼손했거나 벌목·채석·개간 등을 했을 경우에는 국법에 의해 엄벌하도록 정하였다. 우리 나라에서 태실이 가장 많은 곳은 경상북도 성주군 월항면 인촌리에 있는 서진산(棲鎭山)으로 조선 왕실 13위의 태실이 있어 세칭 태봉이라 한다.

## 한국의 태실
| ㄱ 경숙옹주 태실 및 비 경평군 태실 규암 의혜공주 태실 ㅁ 밀양 조선 성종 왕녀 태실 ㅂ 보은 순조 태실 | ㅅ 사천 단종 태실지 사천 세종대왕 태실지 서산 명종대왕 태실 및 비 성주 세종대왕자 태실 시흥 무지내동 태봉 ㅇ 연경동 광해군태실 예천 경모궁(장조, 사도세자)태실 예천 문효세자 태실 예천 문종대왕 태실 예천 오미봉태실 예천 폐비윤씨 태실 왕자수견태실비(태봉석비) 월산대군 이정 태실 | ㅈ 중종대왕 태봉 진천 김유신 탄생지와 태실 ㅊ 청주 산덕리 태실 청주 영조 태실 충주 경종 태실 ㅌ 태봉 석조물 ㅍ 포천 만세교리 태봉 포천 송우리 태봉 |

## 참고 문헌
- 한민족문화대백과사전 춘관통고(春官通考)   집필자 집필 (1996년) 권오호